# اریک گریگوریان (سیاستمدار)
اریک گریگوریان (ارمنی: Էրիկ Գրիգորյան؛ انگلیسی: Erik Grigoryan زادهٔ ۱۷ اکتبر ۱۹۷۹) یک سیاست‌مدار اهل ارمنستان که در کابینه نیکول پاشینیان از ماه مه ۲۰۱۸ تا ۲۰۱۹ به عنوان وزیر حفاظت طبیعی ارمنستان و سپس از ۲۰۱۹ تا ۲۰۲۰ به عنوان وزیر وزیر محیط زیست ارمنستان خدمت می‌کرد.